# دهستان معزیه
معزیه، دهستانی از توابع بخش چترود شهرستان کرمان در استان کرمان ایران است.

## جمعیت
براساس سرشماری سال ۱۳۸۵جمعیت آن ۶٬۹۹۹نفر (۱۷۶۸خانوار) بوده‌است.